# John Ferguson Sr.
John Ferguson Senior (ur. 5 września 1938 w Vancouver, zm. 14 lipca 2007 w Windsorze) – kanadyjski hokeista, zawodnik klubu Montreal Canadiens, z którym w latach 1963–1971 pięciokrotnie zdobył Puchar Stanleya. Ojciec Johna Fergusona Juniora, menadżera generalnego Toronto Maple Leafs.
W karierze rozegrał 8 sezonów w barwach Montreal Canadiens, w tym czasie występując w pięciuset meczach NHL, zdobywając 145 bramek i spędzając na ławce kar 1214 minut. Po zakończeniu kariery sportowej pełnił funkcję menadżera generalnego i trenera New York Rangers i Winnipeg Jets, współpracował z Ottawa Senators, a w ostatnich latach życia jako konsultant z San Jose Sharks. W 1972 był asystentem trenera reprezentacji Kanady Harry'ego Sidena podczas tak zwanej „serii stulecia” w meczach z hokeistami ZSRR.
Zmarł w wieku 68 lat na raka prostaty.